# VIVO! Bratislava
VIVO! Bratislava (do 7. listopadu 2019 Polus City Center) je obchodně-zábavní centrum v Bratislavě, ve Vajnorské ulici. Ve své době to bylo největší centrum tohoto typu v celé zemi.
Součástí komplexu jsou dvě věže (Millenium Tower I vysoká 80 m a Millenium Tower II vysoká 100 m), plánuje se výstavba třetí. Tyto objekty mají administrativní využití (tj. kancelářské prostory). Součástí Polusu je také multikino Istropolis Cinema Center a mnoho pasáží (pojmenovaných podle ulic ve světových velkoměstech) s různými obchody.